# Alexandra Kenworthy
Alexandra Kenworthy (New York, 4 april 1932), geboren als Sandra Karp, is een Amerikaanse actrice en stemactrice

## Biografie
Kenworthy begon in 1984 met stemacteren in de film SF Shinseiki Lensman. Hierna heeft ze nog meerdere rollen gedaan (met acteren en met stem) in films en televisieseries zoals My Neighbor Totoro (1988), Beverly Hills, 90210 (1993), Gilmore Girls (2004) en Monk (2005).
Kenworthy is getrouwd (tot zijn dood in 1969) en heeft uit dit huwelijk twee zonen.

## Filmografie

### Animatiefilms
- 2013 Robotech: Love Live Alive - als de Regess
- 2006 Robotech: The Shadow Chronicles – als de Regess
- 2004 Robotech: Invasion - als Regess / Vera
- 1991 Sairento mebiusu - als Fuyuka Liqueur
- 1989 Kiki's Delivery Service - als Osono
- 1988 Robotech II: The Sentinels - als Regess
- 1988 Akai Kodan Zillion Utahime Yakyoku - als Odama Elder
- 1988 My Neighbor Totoro - als mrs. Kusakabe
- 1987 Gokiburi-tachi no tasogare - als Matriarch
- 1987 Yôjû toshi - als secretaresse
- 1985 Codename: Robotech - als Azonia
- 1984 Bâsu - als Rasa
- 1984 SF Shinseiki Lensman – als Lens
- 1978 Chirin no suzu - als moeder

### Films
- 2022 The Allnighter - als Judy
- 2019 I Spit on Your Grave: Deja Vu - als vrouw op driewieler
- 1987 Like Father Like Son – als Janice Stenfield

### Animatieserie
- 1993-1994 Robotto hantâ Kyashân - als verteller - 4 afl.
- 1985 Captain Harlock and the Queen of a Thousand Years - als koningin - 65 afl.
- 1985 Robotech – als Azonia - 85 afl.

### Televisieseries
- 2010 Funny or Die Presents... – als ?? – 1 afl.
- 2005 Monk – als Wanda de kroegtijgerin – 1 afl.
- 2004 Gilmore Girls – als Lady – 1 afl.
- 1995 Nowhere Man – als vrouw 3 – 1 afl.
- 1993 Beverly Hills, 90210 – als mrs. Rubin – 1 afl.
- 1993 Murder, She Wrote – als mrs. Eddington – 1 afl.
- 1992 Homefront – als tweede klant – 1 afl.
- 1991 Sisters – als vrouw – 1 afl.
- 1989 L.A. Law – als eerste vrouw – 1 afl.
- 1988 Hunter – als Desert flower – 1 afl.

### Computerspellen
- 2004 Robotech: Invasion – als Vera
- 1999 M.U.G.E.N - als stem
- 1991 Battle Chess: Enhanced CD-ROM - als stem